# 费特希耶

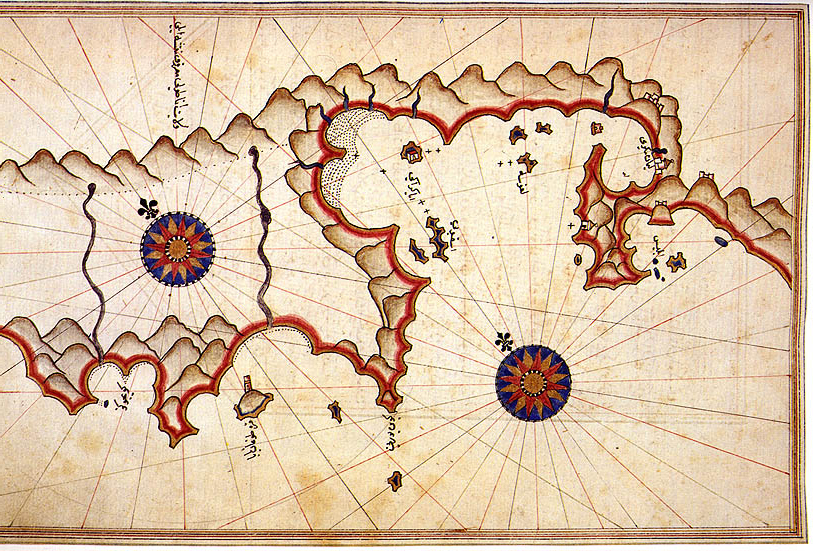
费特希耶的历史地图

费特希耶（土耳其語：Fethiye，土耳其語發音：[ˈfethije]，希腊语: Μάκρη, Makri）是土耳其爱琴海大区穆拉省的一个城市和县，约有68,000居民（2008年）。现代费特希耶位于古代城市泰爾梅索斯的所在地，其遗址在城内仍可以看到，例如在主要码头旁的古希腊剧院。
泰爾梅索斯是吕基亚最重要的城市，有记录的历史开始于公元前5世纪。
泰爾梅索斯的名称来源于一个吕基亚传说:阿波罗爱上了腓尼基国王的小女儿爱阿格诺尔。他化装成为一个小狗，从而获得了害羞，孤僻的女儿的爱。在他作为一个英俊男子再次出现后，他们有了一个儿子，起名为泰爾梅索斯（灯的土地）。公元前547年波斯将军哈爾帕格入侵后，这个城市和其他吕基亚和卡里亚的城市一同成为波斯帝国的一部分。后来泰爾梅索斯加入公元前5世纪中期成立的Attic-Delos 联盟。虽然后来离开了联盟，成为一个独立的城市，但是继续保持与联盟的关系，直到公元前4世纪。
泰爾梅索斯供奉阿波罗，对古代历史的进程产生巨大影响。
传说亚历山大大帝在公元前334-333年冬天入侵安纳托利亚，他的舰队开进泰爾梅索斯海港。舰队的指挥官尼阿卡斯请求泰爾梅索斯王安提帕底允许他的音乐家和奴隶进入该城，获得许可。在夜间举行庆祝时，隐藏在箱内的战士占领了卫城。
到了10世纪，它被称为马克立（<μακρή），是以海港入口的岛屿名称命名。
1284年开始，泰爾梅索斯由安纳托利亚侯国中的孟忒瑟王朝统治,名为梅格里。1424年，它成为奥斯曼帝国的一部分。
1934年，这座城市改名为费特希耶，纪念奥斯曼空军首批的一名飞行员费特希·贝,他在执行任务时死亡。

## 旅游
费特希耶是土耳其著名的旅游中心之一，在夏季尤其受欢迎。
在过去的十年间，费特希耶成为英国公民的磁铁。除了它的气候和自然美景，吸引英国人的还有便宜的生活方式和当地人的热情好客。在土耳其的英国人口介于34,000到38,000人之间。由于有大量的居民及度假者，费特希耶－歐魯旦尼斯被2007年的泰晤士报和卫报选为世界最佳旅游中心。超过7000名英国公民的永久居住在费特希耶，而每年夏天大约有60万英国游客游览该镇。
费特希耶博物馆拥有丰富的古代及后来的文物，显示和证明了该地区历代文明的链条，开始于古代的吕基亚。
费特希耶从前称为马克立（Μάκρη）；1923年，从该地区被驱逐的希腊人在希腊建立了新马克立（Nea Makri）。